# Modrá laguna (geotermální lázně)

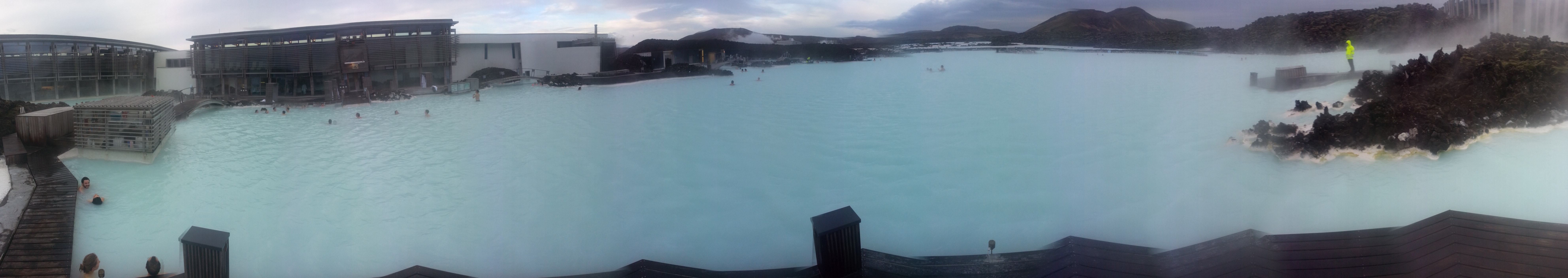
Panorama

Modrá laguna (islandsky: Bláa lónið, anglicky: Blue Lagoon) jsou geotermální minerální lázně, nacházející se v lávových polích u města Grindavík na poloostrově Reykjanes v jihozápadní části Islandu. Leží zhruba 13 kilometrů od mezinárodního letiště v Keflavíku a 39 kilometrů od hlavního města Reykjavíku.
Jedná se o významnou islandskou turistickou atrakci, která je mimo cestovní ruch využívána k léčebným účelům (balneoterapie). Teplé vody laguny (cca 37–39 °C) jsou totiž bohaté na minerály, jako je oxid křemičitý a síra, a koupání je tak vhodné pro lidi trpící kožními nemocemi, jako je lupénka. Název laguny je odvozen od mléčně modré barvy, kterou voda získává díky vysokému obsahu oxidu siřičitého. Průměrné pH vody je 7,5 s koncentracemi soli kolem 2,5 %.

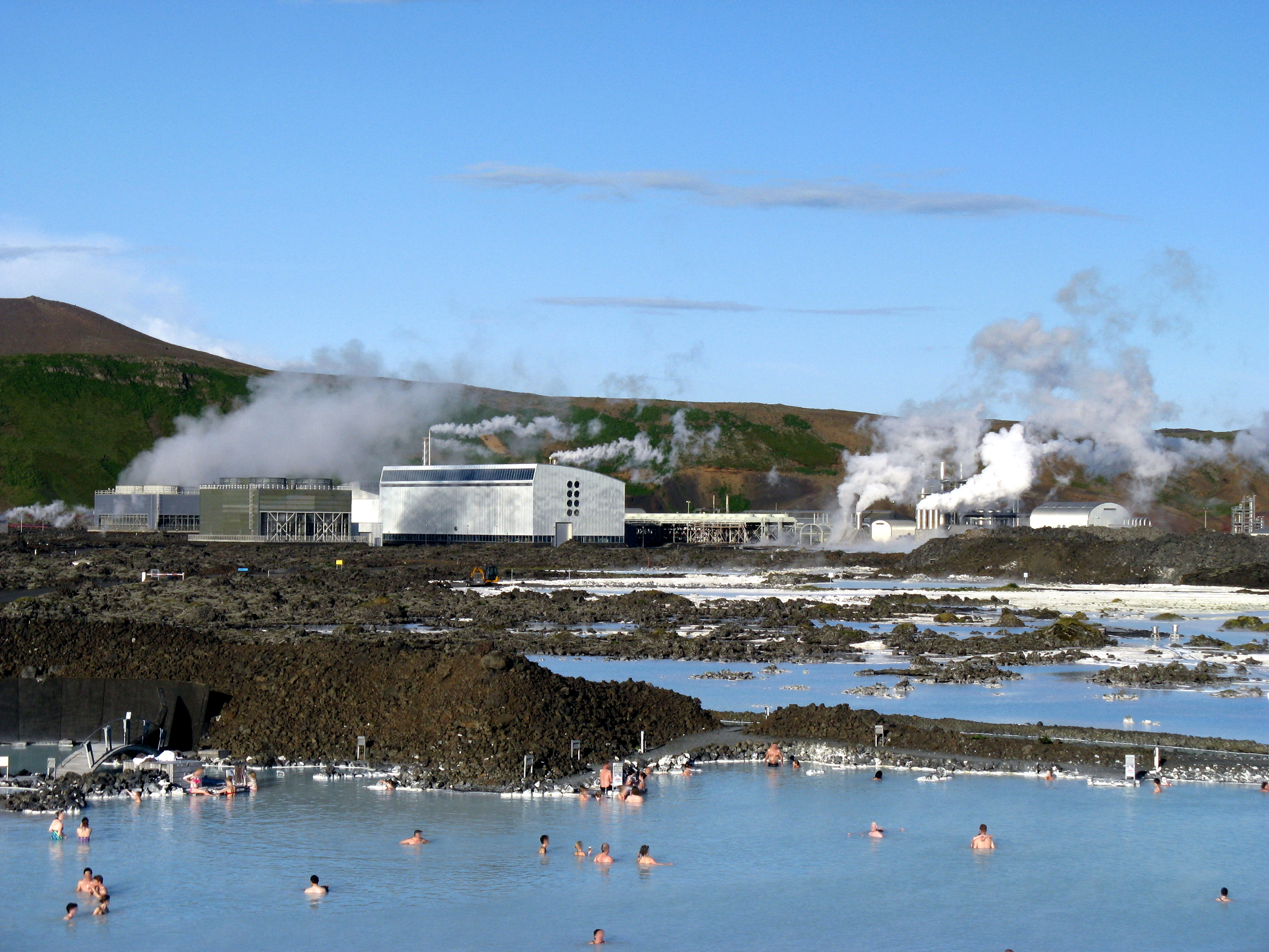
Geotermální elektrárna zásobující vodou Modrou lagunu

Laguna je napájena vodou z nedaleké geotermální elektrárny Svartsengi (75 MW elektrických, 150 MW tepelných), která byla zprovozněna v roce 1976. Fakticky jde o odpadní produkt z výroby elektrické energie, kdy z podzemí vyvěrající voda je v podobě páry o tlaku 1,2 MPa a teplotě 240 °C využívána k pohonu parní turbíny a následně je vedena do tepelného výměníku, který zajišťuje ohřev teplé vody pro celý poloostrov (cca 21 000 domácností). Ochlazená voda po průchodu celým tímto systémem putuje do uměle vytvořené laguny, kde je využívána k rekreačním a léčebným účelům. Objem vody v laguně se obměňuje každé dva dny.
V roce 2017 lázně navštívilo cca 1,3 milionu osob.